# 985
Il 985 (CMLXXXV in numeri romani) è un anno  del X secolo.

## Eventi
- Inizio del pontificato di Papa Giovanni XV
- Gerberto di Aurillac (poi papa Silvestro II) si oppone al tentativo di Lotario di Francia di strappare la Lorena a Ottone III tramite l'appoggio di Ugo Capeto.
- Barcellona viene saccheggiata da Al-Mansur.
- Inizio del regno di Eric il Vittorioso (Erik Segersäll), primo del casato di Yngling, in Svezia
- Vladimir I, principe di Kiev combatte contro i Bulgari.

## Nati
- 13 agosto - Al-Hakim, imam († 1021)
- Aldemaro di Capua, abate e santo italiano († 1070)
- Bonifacio di Canossa, nobile († 1052)
- Eccardo II di Meißen, nobile tedesco († 1046)
- Giovanni Gualberto, abate e santo italiano († 1073)
- Abu al-Walid Marwan ibn Janah, medico, farmacologo e linguista spagnolo († 1050)
- Radbot, nobile tedesco († 1045)

## Morti
- 26 giugno - Ramiro III di León, re (n. 961)
- 20 luglio - Bonifacio VII, cardinale italiano
- 25 agosto - Teodorico di Haldensleben, nobile tedesco
- 21 settembre - Guarino di Colonia, arcivescovo tedesco
- Giovanni Tornike, generale e religioso georgiano
- Ibn al-A'lam, astronomo e astrologo arabo
- Saigū no Nyōgo, poeta giapponese (n. 929)
- Basilio Lecapeno, funzionario, generale e mecenate bizantino
- Rikdag di Meißen, nobile tedesco
- Al-Hasan ibn Gannun, sovrano
- Jaʿfar al-Kalbī, politico arabo

## Calendario
| Calendario 985 | Calendario 985 | Calendario 985 | Calendario 985 | Calendario 985 | Calendario 985 | Calendario 985 | Calendario 985 | Calendario 985 | Calendario 985 | Calendario 985 | Calendario 985 | Calendario 985 | Calendario 985 | Calendario 985 | Calendario 985 | Calendario 985 | Calendario 985 | Calendario 985 | Calendario 985 | Calendario 985 | Calendario 985 | Calendario 985 | Calendario 985 | Calendario 985 | Calendario 985 | Calendario 985 | Calendario 985 | Calendario 985 | Calendario 985 | Calendario 985 | Calendario 985 | Calendario 985 |
| -------------- | -------------- | -------------- | -------------- | -------------- | -------------- | -------------- | -------------- | -------------- | -------------- | -------------- | -------------- | -------------- | -------------- | -------------- | -------------- | -------------- | -------------- | -------------- | -------------- | -------------- | -------------- | -------------- | -------------- | -------------- | -------------- | -------------- | -------------- | -------------- | -------------- | -------------- | -------------- | -------------- |
|                | 1              | 2              | 3              | 4              | 5              | 6              | 7              | 8              | 9              | 10             | 11             | 12             | 13             | 14             | 15             | 16             | 17             | 18             | 19             | 20             | 21             | 22             | 23             | 24             | 25             | 26             | 27             | 28             | 29             | 30             | 31             |                |
| Gennaio        | Gi             | Ve             | Sa             | Do             | Lu             | Ma             | Me             | Gi             | Ve             | Sa             | Do             | Lu             | Ma             | Me             | Gi             | Ve             | Sa             | Do             | Lu             | Ma             | Me             | Gi             | Ve             | Sa             | Do             | Lu             | Ma             | Me             | Gi             | Ve             | Sa             |                |
| Febbraio       | Do             | Lu             | Ma             | Me             | Gi             | Ve             | Sa             | Do             | Lu             | Ma             | Me             | Gi             | Ve             | Sa             | Do             | Lu             | Ma             | Me             | Gi             | Ve             | Sa             | Do             | Lu             | Ma             | Me             | Gi             | Ve             | Sa             |                |                |                |                |
| Marzo          | Do             | Lu             | Ma             | Me             | Gi             | Ve             | Sa             | Do             | Lu             | Ma             | Me             | Gi             | Ve             | Sa             | Do             | Lu             | Ma             | Me             | Gi             | Ve             | Sa             | Do             | Lu             | Ma             | Me             | Gi             | Ve             | Sa             | Do             | Lu             | Ma             |                |
| Aprile         | Me             | Gi             | Ve             | Sa             | Do             | Lu             | Ma             | Me             | Gi             | Ve             | Sa             | Do             | Lu             | Ma             | Me             | Gi             | Ve             | Sa             | Do             | Lu             | Ma             | Me             | Gi             | Ve             | Sa             | Do             | Lu             | Ma             | Me             | Gi             |                |                |
| Maggio         | Ve             | Sa             | Do             | Lu             | Ma             | Me             | Gi             | Ve             | Sa             | Do             | Lu             | Ma             | Me             | Gi             | Ve             | Sa             | Do             | Lu             | Ma             | Me             | Gi             | Ve             | Sa             | Do             | Lu             | Ma             | Me             | Gi             | Ve             | Sa             | Do             |                |
| Giugno         | Lu             | Ma             | Me             | Gi             | Ve             | Sa             | Do             | Lu             | Ma             | Me             | Gi             | Ve             | Sa             | Do             | Lu             | Ma             | Me             | Gi             | Ve             | Sa             | Do             | Lu             | Ma             | Me             | Gi             | Ve             | Sa             | Do             | Lu             | Ma             |                |                |
| Luglio         | Me             | Gi             | Ve             | Sa             | Do             | Lu             | Ma             | Me             | Gi             | Ve             | Sa             | Do             | Lu             | Ma             | Me             | Gi             | Ve             | Sa             | Do             | Lu             | Ma             | Me             | Gi             | Ve             | Sa             | Do             | Lu             | Ma             | Me             | Gi             | Ve             |                |
| Agosto         | Sa             | Do             | Lu             | Ma             | Me             | Gi             | Ve             | Sa             | Do             | Lu             | Ma             | Me             | Gi             | Ve             | Sa             | Do             | Lu             | Ma             | Me             | Gi             | Ve             | Sa             | Do             | Lu             | Ma             | Me             | Gi             | Ve             | Sa             | Do             | Lu             |                |
| Settembre      | Ma             | Me             | Gi             | Ve             | Sa             | Do             | Lu             | Ma             | Me             | Gi             | Ve             | Sa             | Do             | Lu             | Ma             | Me             | Gi             | Ve             | Sa             | Do             | Lu             | Ma             | Me             | Gi             | Ve             | Sa             | Do             | Lu             | Ma             | Me             |                |                |
| Ottobre        | Gi             | Ve             | Sa             | Do             | Lu             | Ma             | Me             | Gi             | Ve             | Sa             | Do             | Lu             | Ma             | Me             | Gi             | Ve             | Sa             | Do             | Lu             | Ma             | Me             | Gi             | Ve             | Sa             | Do             | Lu             | Ma             | Me             | Gi             | Ve             | Sa             |                |
| Novembre       | Do             | Lu             | Ma             | Me             | Gi             | Ve             | Sa             | Do             | Lu             | Ma             | Me             | Gi             | Ve             | Sa             | Do             | Lu             | Ma             | Me             | Gi             | Ve             | Sa             | Do             | Lu             | Ma             | Me             | Gi             | Ve             | Sa             | Do             | Lu             |                |                |
| Dicembre       | Ma             | Me             | Gi             | Ve             | Sa             | Do             | Lu             | Ma             | Me             | Gi             | Ve             | Sa             | Do             | Lu             | Ma             | Me             | Gi             | Ve             | Sa             | Do             | Lu             | Ma             | Me             | Gi             | Ve             | Sa             | Do             | Lu             | Ma             | Me             | Gi             |                |